# Castillo de Corbera
El castillo de Corbera (Corbera significa "nido de cuervos"), en la provincia de Valencia (España), es una fortaleza musulmana del siglo XI edificada sobre restos romanos, que se localiza en un promontorio desde el que se domina toda la Ribera Baja y la costa.

## Descripción
Se trata de una fortaleza alargada que se componía de un anillo exterior defensivo o albacar dispuesto en “cremallera”, cuyos muros fueron construidos con tapial (aún se conserva en uno de sus muros una inscripción cúfica de alabanza a Alá) y más tarde coronados por almenas de época cristiana y un recinto superior en el que se encontraban las dependencias.
Actualmente se conserva en buen estado el acceso a la fortaleza que se efectúa a través de un arco y zona cubierta con bóveda de cañón, y la torre albarrana con una altura de 16 metros. Del interior, donde han desaparecido casi por completo todas sus estructuras, se conserva el aljibe y uno de los frentes de la torre del homenaje, adivinándose también el patio de armas.

## Historia
El castillo de origen islámico llamado Qurbáyra, fue nombrado por primera vez por Ibn al-Jatib en 1229 que señalaba que la fortificación dependía de Alzira. Formaba parte de un entramado defensivo valenciano que limitaba con al oeste con la de Alzira y al este con Cullera. Permanecería bajo poder musulmán hasta 1248, fecha en que es conquistada por Jaime I. 
El Castillo jugó un importante papel durante la Guerra de las Germanías, donde en junio de 1521 tuvo lugar el asedio y ocupación de los agermanados comandados por el racional Joan Caro, llegados desde Alcira, contra los guardias del rey Carlos I que lo ocupaban. Tras tomar la fortaleza, que quedó muy dañada, los agermanados lo abandonaron al finalizar el mes de junio ante la cercanía de las tropas realistas del virrey Diego Hurtado de Mendoza, conde de Mélito enviado por el rey Carlos I. El asedio lo destruyó por completo sin que posteriormente los intentos de reconstrucción de 1580, y 1597 se llevasen finalmente a cabo, por lo que quedó abandonado. En 1640 el rey Felipe IV concedió autorización a los vecinos de Corbera para que empleasen materiales de las ruinas del castillo en la construcción de la calle de Sant Vicent Mártir de la misma población, con lo que su estado quedó arruinado definitivamente.